# 帕里亞查卡山
12°01′38″S 76°00′38″W / 12.02722°S 76.01056°W
帕里亞查卡山（Parya Chaka），是秘魯的山峰，位於該國中南部利馬大區，由聖洛倫索德金蒂區和坦塔區負責管轄，屬於帕里亞卡卡山脈的一部分，海拔高度5,000米。